# Alvania hedleyi
Alvania hedleyi is een slakkensoort uit de familie van de Rissoidae. De wetenschappelijke naam van de soort is voor het eerst geldig gepubliceerd in 1930 door Thiele.